# Мейманд (Керман)

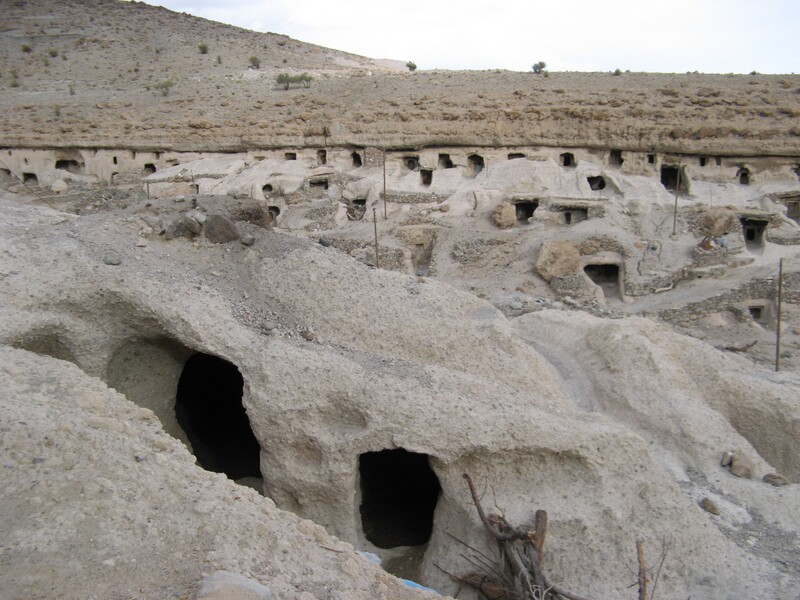
Деревня Мейманд

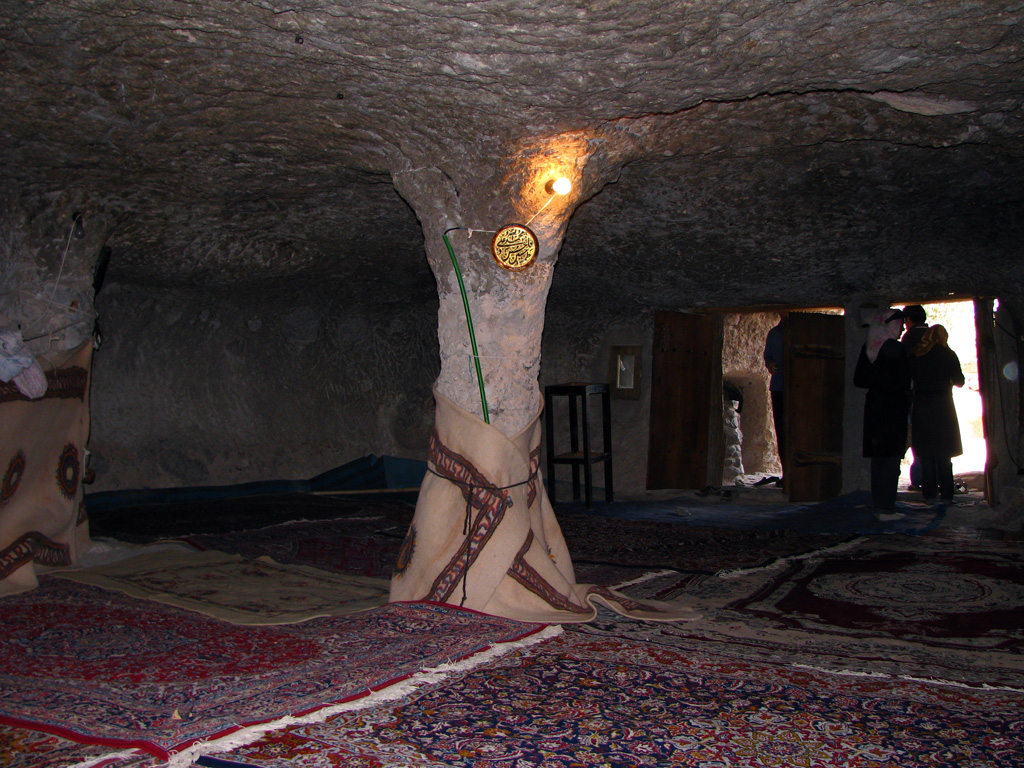
Внутри одного из помещений деревни Мейманд

Мейманд (перс. ميمند‎) — историческая деревня в Иране, в районе Мейман-Руал (округ Шахр-е Бабак провинции Керман), примечательная домами, построенными в скалах. Входит в список объектов Всемирного наследия ЮНЕСКО в Азии.

## История
Считается одним из первых поселений на территории современного Ирана. Существует гипотеза, что на территории Мейманда люди жили ещё 12 тыс. лет назад. Уникальность деревни заключается в том, что уже на протяжении последних 3 тыс. лет тут постоянно живут люди. На данный момент на территории Мейманда находится около 350 домов, построенных в скале. Вокруг деревни археологи обнаружили огромное количество наскальных надписей, возраст которых — почти 10 тыс. лет, а также керамические изделия, возраст которых оценивается в 6 тыс. лет.
На данный момент среди исследователей существует две основных теории о происхождении Мейманда. Согласно первой теории, деревня была построена одним из арийских племен примерно в 800 году до нашей эры, в период существования Мидии. Велика вероятность того, что скальные сооружения были построены в религиозных целях. Почитатели бога Митры считали, что солнце по сути своей непобедимо, а горы священны, так как они приближают человека к солнцу. Поэтому арийцы высекли свои жилища в горах — чтобы быть ближе к божеству. Кроме того, на территории Мейманда есть несколько пещер, которые могли предназначаться для молитв и захоронения усопших. Однако позже в связи с изменением климата люди были вынуждены заселиться в этих местах.
Согласно второй теории, деревня была заложена во втором или третьем веке до нашей эры. Во времена правления династии парфянских Аршакидов несколько племён южного Кермана мигрировали в разных направлениях. Эти племена нашли подходящие места для жизни и поселились там, построив хижины, которые впоследствии стали домами в таком виде, в каком они известны сейчас. Тот факт, что в крепости Мейманд, расположенной недалеко от деревни, было найдено более 150 костяных сосудов эпохи Сасанидов, является определяющим в этой теории.

## Описание
Дома в Мейманде построены на высоте 2200 метров в центре горы. Осадочные породы этих мест очень крепкие, именно поэтому дома не разрушились от постоянных ветров и дождей.
Мейманд представляет собой огромный архитектурный комплекс, насчитывающий более двух тысяч комнат. В нём находится несколько мечетей, такие (место для почитания имама Хусейна), общественная баня и школа.
Жители Мейманда почти не испытали влияние городского образа жизни. Их диалект более остальных близок к древним вариантам персидского языка — в их речи сохранилось множество слов из древне- и среднеперсидского языка. Они питаются продуктами собственных хозяйств и едят много лечебных трав. Абсолютное большинство населения — кочевники. В течение года они трижды меняют место жительства: четыре месяца они находятся в самой деревне, четыре — на пастбищах и ещё четыре — на земледельческих участках, где выращивают продукты для собственного потребления. В окрестностях деревни есть множество сезонных ручьёв и родников, что значительно облегчает процесс выращивания сельскохозяйственных культур.
Помимо стандартных домов в скалах, в Мейманде есть примеры других типов исторической деревенской архитектуры, они расположены в зелёных ущельях долины. Существуют небольшие постройки из дерева, построенные так, чтобы внутри постоянно было прохладно. Второй тип представляет собой каменное сооружение шарообразной формы с деревянным коническим потолком. Такие помещения, наоборот, строились для зимнего периода — в них температура всегда выше, чем на улице.

## Признание
В 2005 году историческая деревня Мейманд получила от правительства Греции международную премию Мелины Меркури за сохранение культурного ландшафта (около 20000 долларов США).
В 2015 году Мейманд был включен в список всемирного наследия ЮНЕСКО по критерию V — является выдающимся примером человеческого традиционного сооружения, с традиционным использованием земли, являясь образцом культуры или человеческого взаимодействия с окружающей средой, особенно если она становится уязвимой из-за сильного влияния необратимых изменений.

## Современный статус
В деревне по-прежнему живут люди. Мейманд стал популярной туристической достопримечательностью, на его территории была построена гостиница в стиле скальных домов деревни. Кроме того, тут открыто несколько кафе и ресторан национальной кухни.

## Галерея

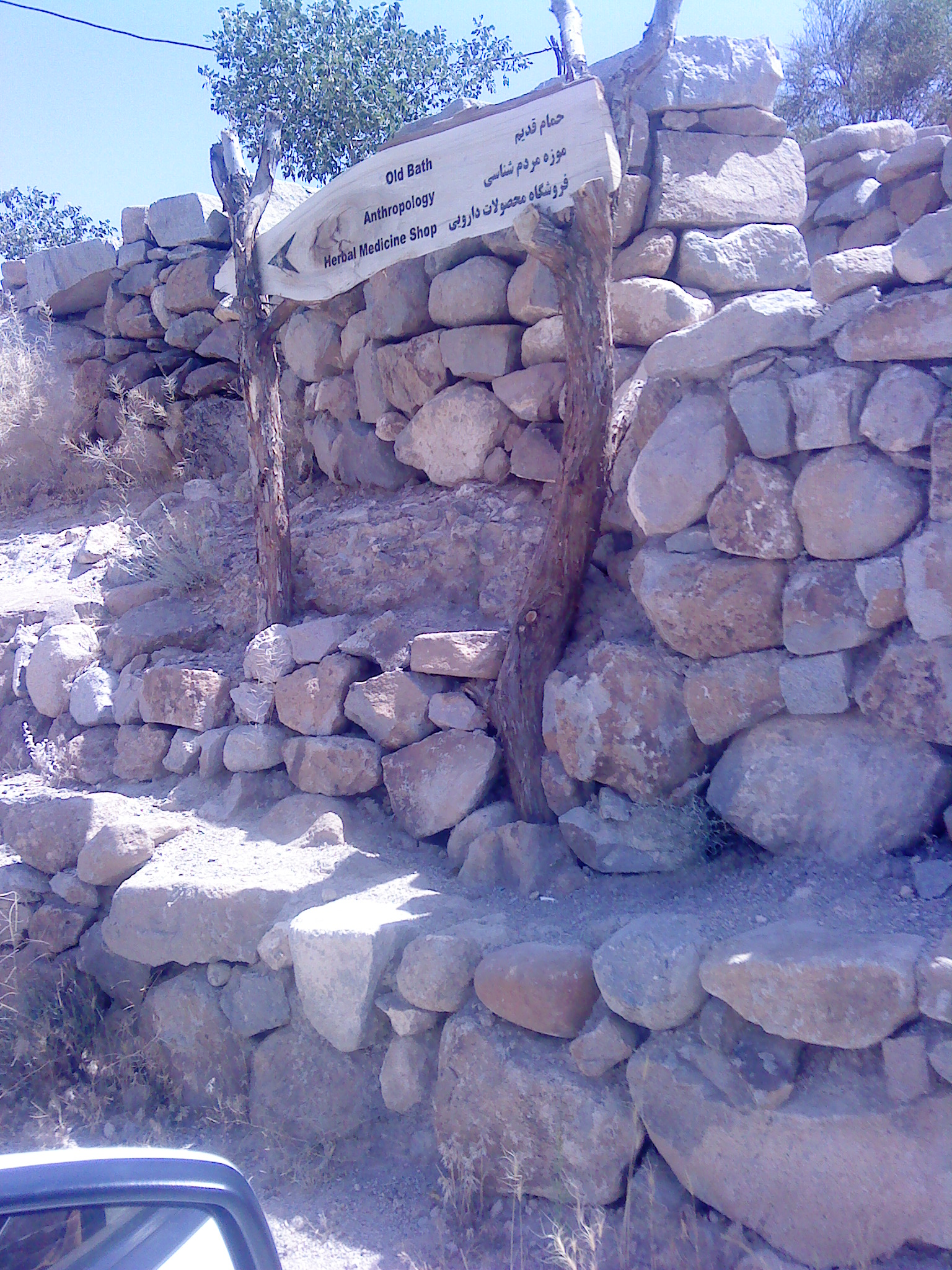
Ванная
Сарай для скота в селе Мейманд
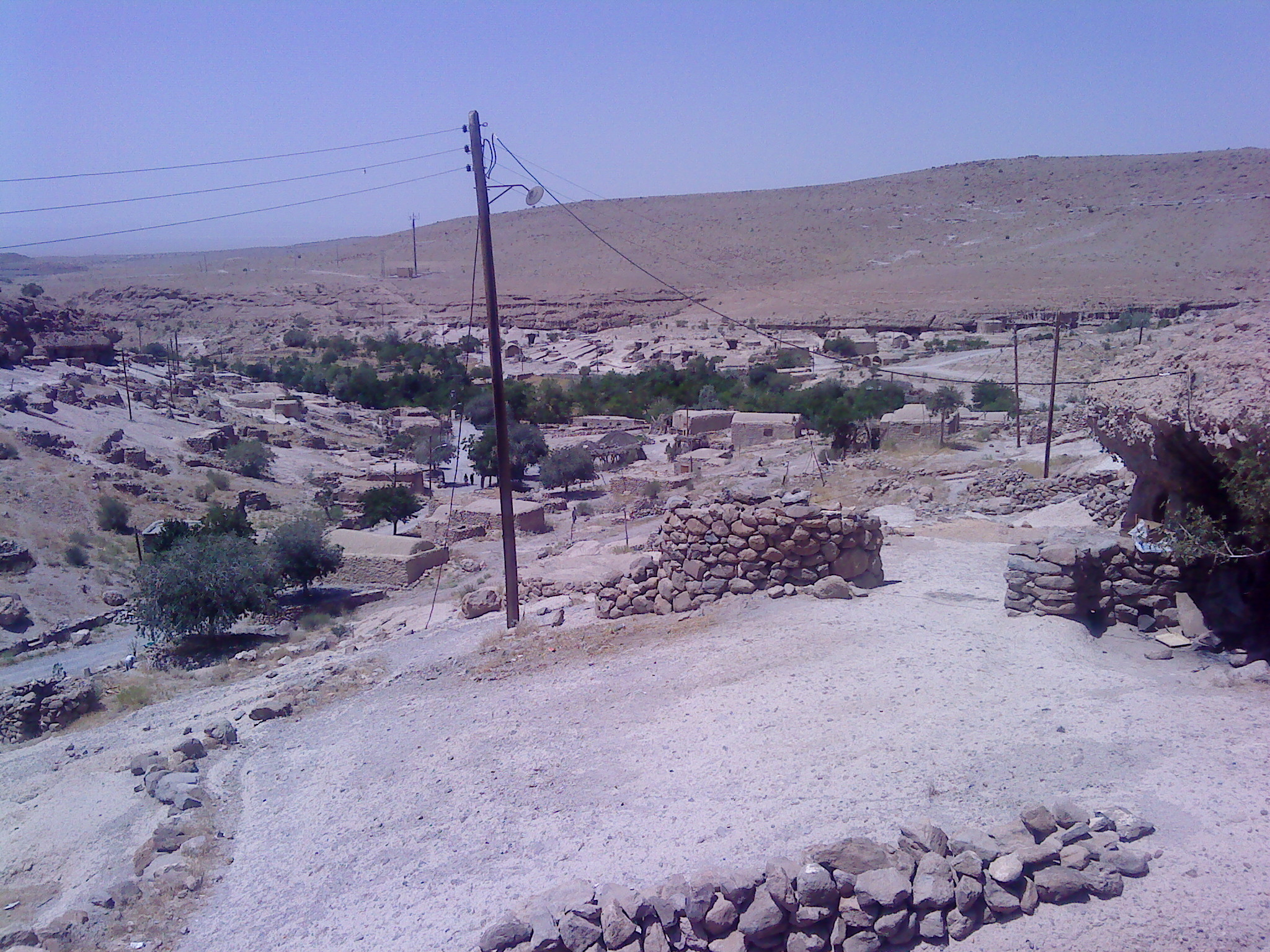
Деревня Мейманд
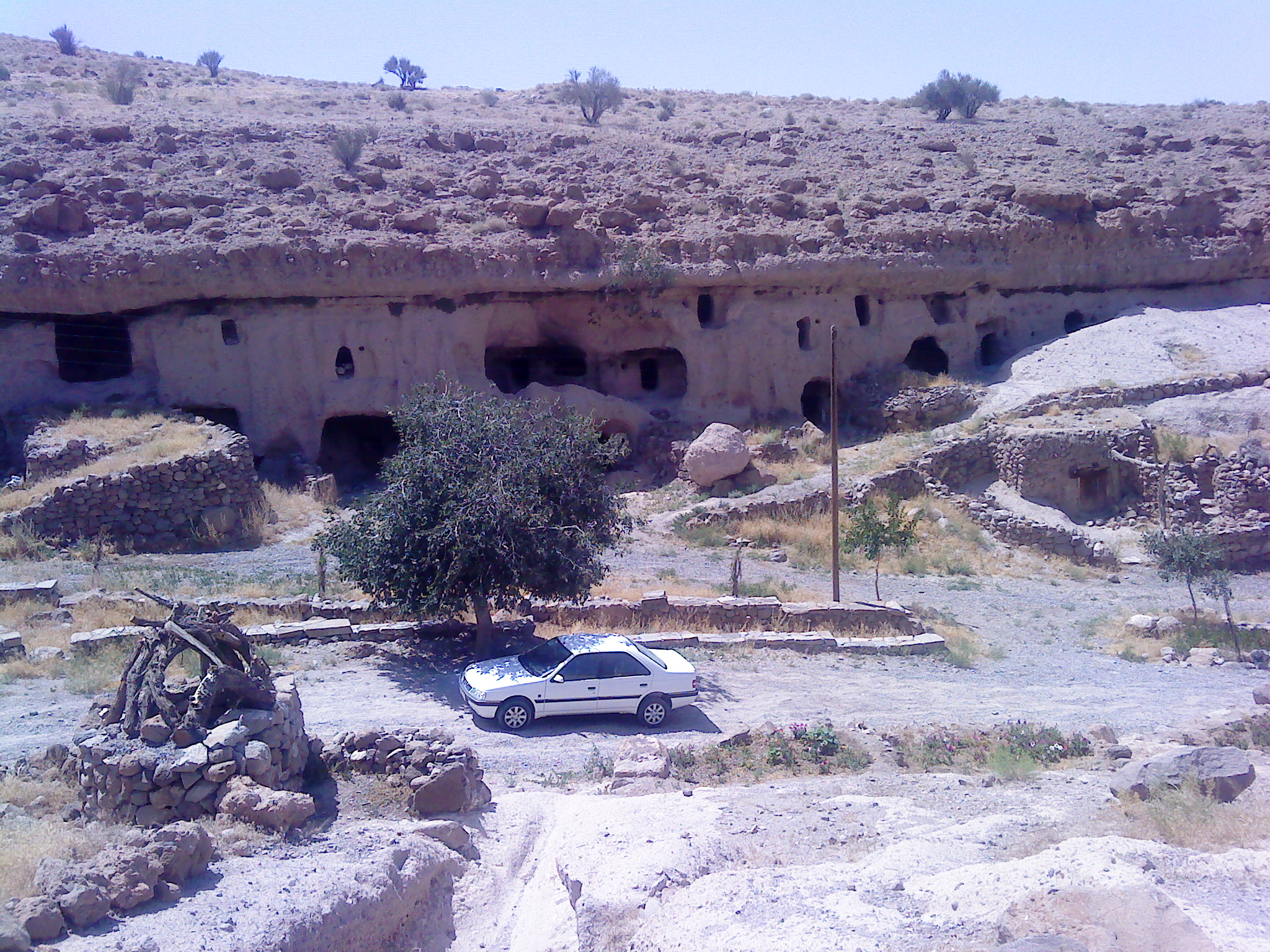
На изображении показан весь фасад
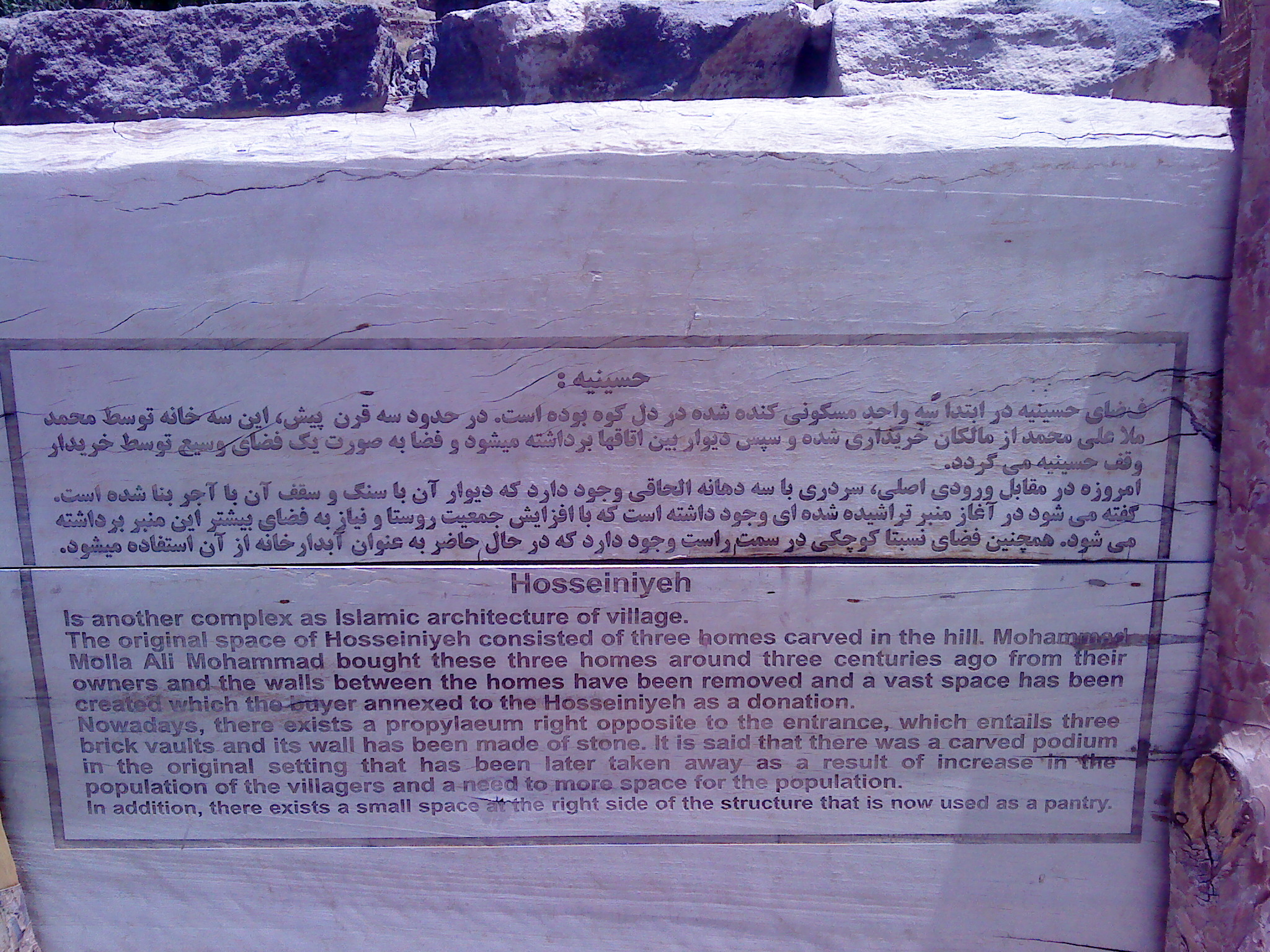
Мейманд
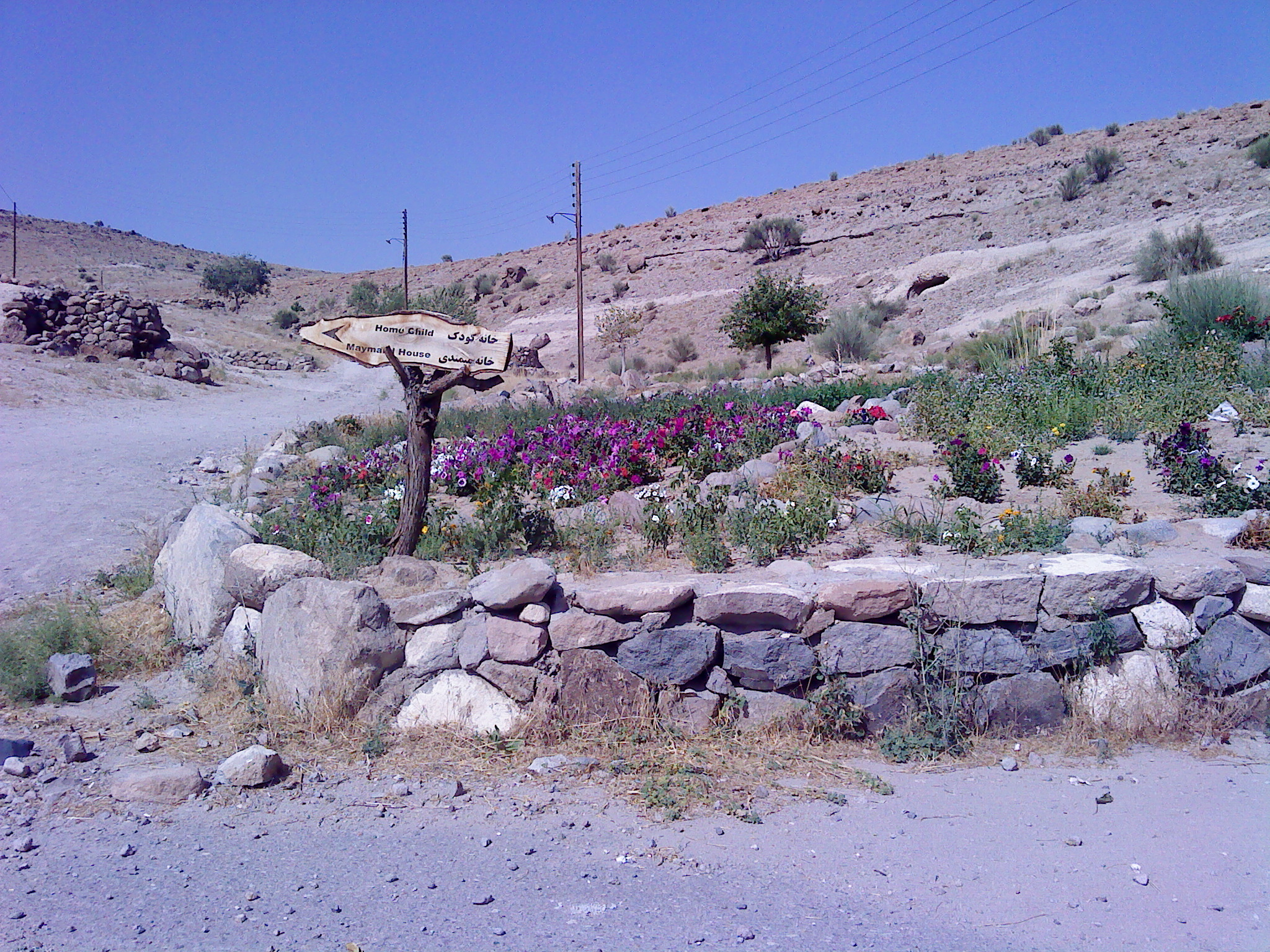
Мейманд